# Ålegilde
Ålegilde (skånsk: ålagille) er en typisk skånsk begivenhed på den såkaldte ålekysten, kyststrækningen i Hanøbugten, hvor man i stor udstrækning har ernæret sig af ålefiskeri. Det er en fest, hvor man spiser ål tilberedt på mange forskellige måder og drikker øl og snaps til. Ålegilderne opstod som ålefiskernes lejebetaling for deres dræt og ålebod. I dag er ålegilderne populære turistattraktioner, især på Østerlen og i Åhus.